# Paroisse Bienheureuse Anuarite de Kisangani
 (janvier 2025).
La paroisse Bienheureuse Anuarite est une paroisse catholique située dans la commune de la  Makiso, à Kisangani, en république démocratique du Congo (RDC). Faisant partie de l'archidiocèse de Kisangani, cette paroisse joue un rôle central dans la vie spirituelle, culturelle et sociale de la communauté catholique locale.

## Historique
La Paroisse Bienheureuse Anuarite est une paroisse catholique située à Kisangani, en République Démocratique du Congo. Elle porte le nom de Bienheureuse Anuarite, une martyre congolaise, sœur Marie-Clémentine Anuarite Nengapeta, qui a été tuée en 1964 lors de la rébellion Simba. Son martyr symbolise la pureté, la foi et l’engagement chrétien dans des circonstances difficiles.
La Paroisse Bienheureuse Anuarite est un lieu de dévotion et de témoignage pour la foi chrétienne dans la région. Elle joue un rôle important dans la vie religieuse et sociale de la communauté de Kisangani, en particulier pour les jeunes et les familles. La paroisse est également un lieu de recueillement et de prière en l’honneur de la Bienheureuse Anuarite, célébrée chaque année le 1er décembre, jour de son martyre.

## Architecture
L’architecture de la Paroisse Bienheureuse Anuarite est simple mais robuste, en harmonie avec les traditions locales et les besoins spirituels de la communauté. Elle reflète à la fois la culture chrétienne catholique et les particularités architecturales adaptées à l’environnement de Kisangani. Elle se distingue par :
- des façades photographiques représentant des scènes bibliques et des symboles de Marie-Clémentine Anuarite Nengapeta ;
- un clocher majestueux ;
- un intérieur spacieux, conçu pour favoriser le recueillement et l'adoration, avec une décoration sobre et élégante.

## Rôle pastoral
Comme de nombreuses paroisses, la paroisse Bienheureuse Anuarite organise des messes, des baptêmes, des mariages, ainsi que des formations chrétiennes pour les jeunes et les adultes. Elle œuvre également à la promotion des valeurs chrétiennes, en particulier dans le domaine de l’éducation, en honorant l’héritage d’Anuarite, qui était elle-même profondément engagée dans l’éducation et l’accompagnement spirituel des jeunes filles.
Cette paroisse continue de vivre l’héritage du martyre d’Anuarite, incitant la communauté à vivre sa foi avec courage, pureté et engagement: 
- Liturgiques : La messe est célébrée quotidiennement, avec une affluence particulièrement forte lors des offices dominicaux et des fêtes religieuses[8].

## Adresse
- Adresse : Avenue du président, Makiso, Kisangani, République démocratique du Congo[9].